# 4028 Pancratz
4028 Pancratz (1982 DV2) là một tiểu hành tinh vành đai chính được phát hiện ngày 18 tháng 2 năm 1982 bởi L. G. Taff ở Socorro.